# Aleja Kraśnicka w Lublinie
Aleja Kraśnicka – arteria komunikacyjna w południowo-zachodniej części Lublina, droga wylotowa w kierunku Kraśnika, trzecia ulica w mieście pod względem długości (6107 m). Do chwili wybudowania zachodniej obwodnicy Lublina stanowiła odcinek drogi krajowej nr 19. Obecnie jest drogą wojewódzką.

## Historia
Większa część ulicy jest w granicach Lublina od 1959. 
Od lat 60. od ronda Honorowych Krwiodawców do ul. Zana funkcjonuje trakcja trolejbusowa. W 1990 oddano do użytku kolejny odcinek trakcji od skrzyżowania z ul. Zana aż do Raszyńskiej, gdzie powstała nowa pętla. 

## Budowa i przebieg
Rozpoczyna się na rondzie Honorowych Krwiodawców i biegnie do południowo-zachodnich granic miasta. W północnym odcinku stanowi granicę Sławinka i Wieniawy, następnie przebiega przez Konstantynów, a w południowym odcinku stanowi granicę Węglina Północnego i Południowego.
Od ronda Honorowych Krwiodawców do skrzyżowania z ul. Jana Pawła II jest dwujezdniowa i posiada dwa pasy w każdą stronę (w rejonie skrzyżowań więcej), Została gruntownie przebudowana na dwujezdniową w 1996, przy czym zostały odcięte wjazdy w ulice: J. Jankowskiego, A. Jeziorańskiego i W. Czarnkowskiego, jak również dojazdy do posesji położonych przy ulicy. Dalsza przebudowa w rejonie skrzyżowania z ul. Jana Pawła II ukończona została w 2008. Ostatni etap poszerzania wraz z przebudową nastąpił w 2016 wraz z oddaniem do użytku terenów pobliskiego parku handlowego.

## Obiekty
Przy ul. Kraśnickiej znajduje się m.in. garnizon 3 Brygady Zmechanizowanej Legionów im. Romualda Traugutta, Szpital Wojewódzki im. Stefana Wyszyńskiego oraz centra handlowe. 

## Komunikacja miejska
Aleją kursuje wiele linii autobusowych i trolejbusowych. Nad ulicą zawieszona jest trakcja trolejbusowa od początku do ul. Jana Pawła II